# Karl Francis
Karl Francis   (Bedwas, 1 d'abril de 1942) és un director de cinema i director de televisió, productor i guionista gal·lès, associat amb causes polítiques d'esquerra. El seu treball ha inclòs resultats tant en anglès com en gal·lès.

## Biografia
Francis va néixer a Bedwas al sud de Gal·les. Va guanyar una beca que li va permetre estudiar a la Universitat de Manchester on es va llicenciar el 1964. Després va assistir a l'Hornsey College of Art per estudiar un diploma de postgrau en cinema en educació. Va començar la seva carrera mediàtica a la televisió el 1971, primer com a investigador independent, abans d'assumir un lloc de producció a ITV, treballant a Weekend World per a London Weekend Television. El 1973 es va canviar a la BBC i va produir programes com 2nd House.
El 1977 va escriure, produir i dirigir el docudrama Above us the Earth. La pel·lícula, rodada a la primavera i l'estiu de 1975, registra el tancament de la mineria d'Ogilvie a la vall de Rhymney i l'efecte sobre els miners i la comunitat en general. La pel·lícula utilitza actors professionals i aficionats per mostrar les relacions entre treballadors, sindicats i la National Coal Board, juntament amb imatges dels líders polítics de l'època. La pel·lícula es considera una pel·lícula important en els seus comentaris socials i ara forma part del National Screen and Sound Archive of Wales. El 2010, BBC Wales va seleccionar Above us the Earth com una de les deu millors pel·lícules sobre Gal·les.
El 1995 va ser nomenat Cap de Drama a BBC Wales, càrrec que va ocupar fins al 1997.
L'any 2008 Francis va estrenar Hope Eternal, la pel·lícula explica la història d'una infermera de Madagascar que treballa en un hospici de tuberculosi i sida al Congo. Hope Eternal es va fer en sis idiomes combinant tant cinema com poesia simultàniament amb subtítols en anglès. La pel·lícula va obrir el Hay Sony Film Festival 2008 i va ser presentada com a nominada del Regne Unit a la categoria d’ Oscar a la millor pel·lícula de parla no anglesa als Premis Oscar de 2009; tot i que no va ser seleccionat per als cinc finals nominats.
El juliol de 2009, Francis va ser inscrit al registre de delinqüents sexuals del Regne Unit després d'"admetre un delicte" en relació amb el delicte de fer imatges indecents de nens. Francis va declarar que estava duent a terme un projecte cinematogràfic sobre el tràfic de nens per al comerç sexual, i va afirmar que tot i informar la policia de la naturalesa de la seva investigació prèvia, es va sentir obligat a acceptar la precaució després que el seu ordinador, que contenia l'obra escrita de la seva vida, hagués estat confiscat. El juliol de 2011 Francis va parlar en públic sobre el seu desig de veure reformat el sistema d'advertència, que el va incloure al Registre de Delinqüents Sexuals durant dos anys, tenint en compte el treball d'investigació genuí. A l'agost de 2011, la Comissió Independent de Queixes de Policia va acceptar la reclamació de Francis que la Policia de Gal·les del Sud no havia investigat una sèrie de queixes sobre la gestió del seu cas.

## Pel·lícules
- Above Us the Earth (1977)
- Afternoon of War (1980)
- The Mouse and the Woman (1980)
- Giro City (1982)
- Yr Alcoholig Llon (1983)
- Milwr Bychan (1984)
- Ms. Rhymney Valley (1985)
- Nineteen 96 (1989)
- Les filles de Rebecca (1992)
- Streetlife (1995)
- One of the Hollywood Ten (2000)
- Hope Eternal (2008)
- Hair In The Gate (2012) curtmetratge

## Televisió
- Factfinder (1971)
- Chekhov in Derry (1982)
- Morphine and Dolly Mixtures (1990)
- Raymond Williams: a Journey of Hope (1990)
- Civvies (1992)